# Vyšehrad (Schiff, 1938–1988)
Der Raddampfer Vyšehrad wurde 1938 in der Schiffswerft Aussiger Schiffswerft und Holzindustrie - Huss, Sedlák & Goern GmbH in Olšinky gebaut. Das Schiff wurde unter dem Namen Dr. Edvard Beneš auf Kiel gelegt und 1938 in Dienst gestellt. Im Jahr 1939 erfolgte die Umbenennung in Labe, 1942 in Wischehrad, 1945 wieder in Dr. Edvard Beneš und 1952 in Vyšehrad. Namensgeber des Schiffes war Edvard Beneš, zweiter Präsident der Ersten Tschechoslowakischen Republik.

## Die Zeit bei der PPS bis 1945
Nach der Eingliederung der Prager Dampfschiffahrtsgesellschaft (Pražská paroplavební společnost/PPS) in die neu gegründete Tschechoslowakische Schiffahrts-Aktiengesellschaft Elbe (Československou plavební akciovou společností labskou/ČPSL) zum 1. Januar 1937 entwarf das Management der Gesellschaft ein Projekt zum Bau von vier großen modernen Schaufelraddampfern. Die ČPSL hatte jedoch nicht das Geld für eine so große Investition. Man wandte sich deshalb an die Staatsverwaltung mit der Bitte zur Bereitstellung der erforderlichen Kredite. Der Staat erklärte sich bereit die Finanzierung von zwei großen Schiffen zu übernehmen und sie dann an die ČPSL zu vermieten.
Im Frühjahr 1937 erhielt dann die Werft von Huss, Sedlák & Goern GmbH in Ústí nad Labem den Auftrag zum Bau der beiden Schiffe im Wert von jeweils 2,5 Mill. CSK. Entworfen wurden die Schiffe vom technischen Direktor der Werft, Josef Huss. Vorbild waren wahrscheinlich die 1926 und 1929 in der Werft in Laubegast gebauten Schiffe Dresden und Leipzig. 
Am 1. Mai 1938 erfolgte der Stapellauf. Im Gegensatz zu den bisher gebauten Schiffen war die Dr. Edvard Beneš mit großen Fenstern statt der bisherigen kleinen runden Fenster, einem kleinen Vorderdecksalon und einem überdachten Achterdeck ausgestattet. Dazu war sie mit einem Patenruder-System Hitzler ausgerüstet. Das Schiff war komfortabel ausgestattet. Es verfügte über zwei Salons unter Deck und einen Salon auf dem Vorderdeck. Weiterhin gab es einen Speisesaal, ein Restaurant mit Bar und eine Küche. In den Radkästen waren die Toiletten und die Kasse untergebracht. 
Nach der Indienststellung als Oberdeckdampfer sollte das Schiff im Grenzabschnitt der Elbe zwischen Ústí nad Labem und Litoměřice eingesetzt werden. Nach der Maikrise im Sudetenland wurde es aber sofort nach Prag gebracht und dort auf der Strecke Prag – Vrané nad Vltavou und Prag - Skochovice eingesetzt.
Nachdem Edvard Beneš am 6. Oktober nach London ins Exil gegangen war, wurde das Schiff 1939 in Labe umbenannt. Erst nach dem Abbau der Dachkonstruktion auf dem Oberdeck konnte die Eisenbahnbrücke oberhalb von Skochovice passiert werden. Danach verkehrte es auf der regulären Linie von Prag nach Štěchovice.
Nach der Besetzung der Tschecho-Slowakischen Republik im März 1939 durch deutsche Truppen wurde die ČPSL in Böhmisch-Mährische Elbeschiffahrt AG (BMES) umbenannt. Die Namen der Schiffe wurden vorerst beibehalten. Erst der im Jahr 1942 ins Amt gesetzte stellvertretende Generaldirektor der Gesellschaft, Richard Tauche, setzte eine Umbenennung der Schiffe durch. Die Labe bekam den Namen Wischehrad, die eingedeutschte Variante des Prager Stadtteils Vyšehrad.

## Die Zeit nach 1945
Nach dem Ende des Zweiten Weltkrieges wurde das Schiff 1945 wieder in Dr. Edvard Beneš umbenannt. 
Am 22. Februar 1948 wurde die PPS verstaatlicht und 1950 im Handelsregister gelöscht. Am 1. Januar 1949 wurde die ČPSL in Tschechoslowakische Elbe-Schifffahrt (Československá plavba Labská/ČSPL) und am 1. Juli 1952 in Tschechoslowakische Elbe-Oder-Schifffahrt (Československá plavba labsko-oderská/ČSPLO) umbenannt.
Nach der Außerdienststellung der Vyšehrad (Schiff, 1891) im Jahr 1951 wurde die Dr. Edvard Beneš 1952 in Vyšehrad umbenannt. Es ist das dritte Schiff mit diesem Namen. Der Name Edvard Beneš war nach einer politischen Säuberungswelle nicht mehr tragbar.
Nach der Fertigstellung der Talsperre Slapy im Jahr 1954 wurden die Fahrten bis nach Třebenice am Fuß der Staumauer ausgedehnt.
1959 wurde das Schiff in der Werft von Křešice generalüberholt und das offene Achterdeck in einen geschlossenen Salon umgebaut. Am Heck blieb eine große Aussichtsplattform. Der kleine Vorderdecksalon wurde ebenfalls umgebaut und erweitert.
Bis in die 1970er Jahre wurde es mangels anderer großer Schiffe auch im Liniendienst bis Trebenice eingesetzt. In dieser Zeit wurde die Feuerung auf Ölfeuerung umgestellt.
Während des Baus der Schleuse an der Staustufe in Modřany von 1982 bis 1984 fuhr das Schiff auf der Strecke Prag – Roztoky.

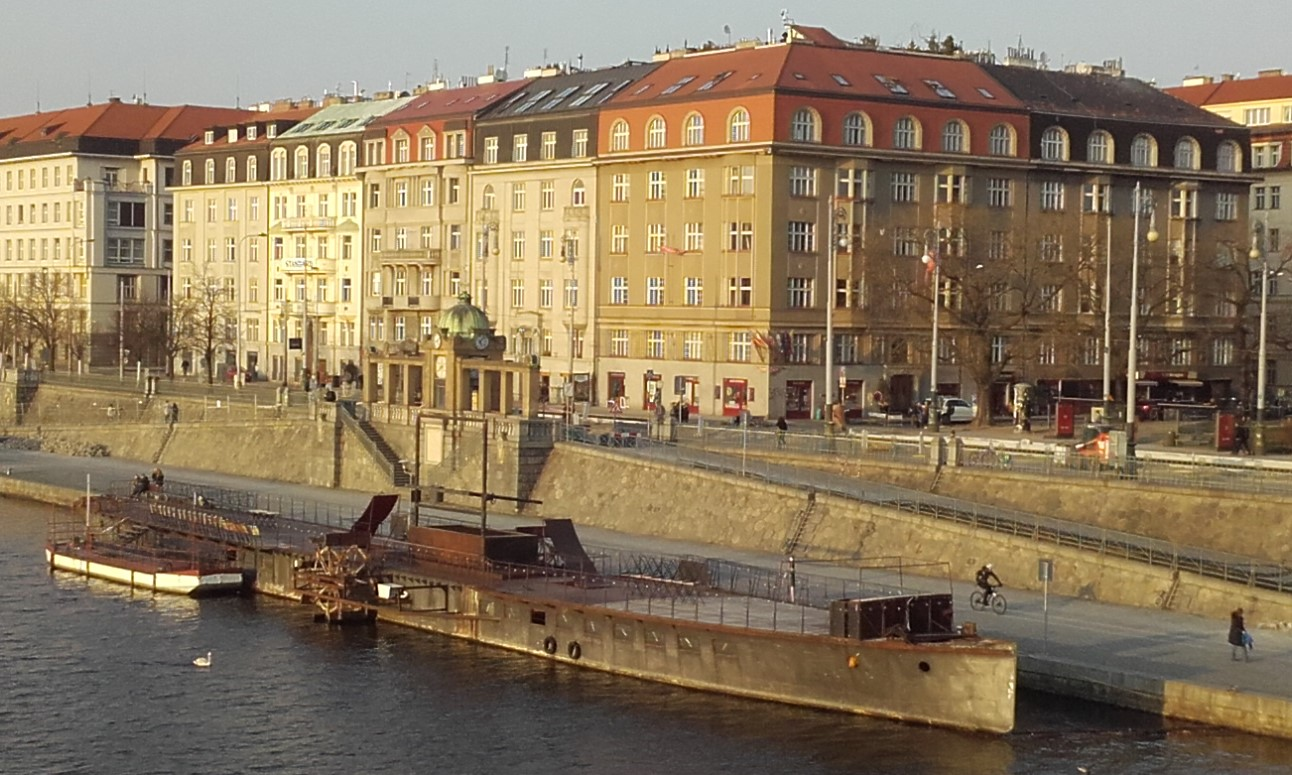
Die ehemalige Vyšehrad als alternatives Künstlerprojekt am Rašín Kai 2013

1983/84 wurde das Schiff in ein Salonschiff umgebaut. Sowohl der Achterdeck- wie auch der Vorderdecksalon nahmen jetzt die gesamte Schiffsbreite ein. Die Aussichtsplattform am Heck blieb erhalten. Die Salons hatten eine abgerundete moderne Form erhalten. 
Das Schiff wurde jetzt vor allem für Abendfahrten im Stadtgebiet von Prag eingesetzt. An Wochenenden fuhr es sporadisch auch nach Třebenice.
1988 wurde es aufgrund von Schäden am Dampfkessel außer Dienst gestellt und an der Eisenbahnbrücke bei Smíchov aufgelegt. 
1989 wurde es in die Werft nach Holešovice verbracht. Hier sollte das Schiff einer kompletten Rekonstruktion unterzogen werden. Die Aufbauten wurden entfernt und mit der Herstellung der Aufbauten im historischen Stil begonnen. Aus Geldmangel wurden die Arbeiten abgebrochen. 
Bis 2001 lag es wieder an der Eisenbahnbrücke bei Smíchov. Danach wurde es zu einem geplanten Aufbau in die Werft von Holešovice gebracht. Nach der Zerstörung der Werftanlagen durch die Moldauflut im August 2002 wurde das Schiff in 
die Werft nach Chvaletice geschleppt. Es sollte hier in ein Motorschiff mit dem Namen Hradčany umgebaut werden. Es währe das zweite Schiff mit diesem Namen gewesen. Aber auch das Projekt wurde aus Geldmangel nicht umgesetzt. Nur die begonnenen Decksaufbauten wurden entfernt.
2010 wurde es wieder in die Werft nach Podbaba verbracht.
Seit 2012 liegt das Schiff am Rašín Kai in Prag am Zollhaus von Podskali.

## Die Dampfmaschine
Die Dampfmaschine ist eine schrägliegende Zweizylinder-Heißdampf-Verbund-Dampfmaschine mit Einspritzkondensation mit der Bau-Nr. 187. Gebaut wurde sie, wie auch der Zwei-Flammrohr-Zylinderkessel mit 14 bar Dampfdruck, von der Maschinenbaufirma Českomoravská-Kolben-Daněk/ČKD. 